# Trachyderastes dipsaconiae
Trachyderastes dipsaconiae is een keversoort uit de familie Ulodidae. De wetenschappelijke naam van de soort is voor het eerst geldig gepubliceerd in 1982 door Kaszab.